# Kerkhof van Wulpen
Het Kerkhof van Wulpen is een gemeentelijke begraafplaats in het Belgische dorp Wulpen, een deelgemeente van Koksijde. Het kerkhof ligt aan de Dorpplaats rond de Sint-Willibrorduskerk. Het heeft een min of meer rechthoekige vorm en wordt aan de westelijke zijde en gedeeltelijk aan de noordelijke kant begrensd door een lage bakstenen muur en aan de andere zijden door een haag. Een dubbel metalen hek tussen bakstenen zuilen vormt de toegang. 

## Britse oorlogsgraven
In de noordoostelijke hoek van het kerkhof ligt een perk met 20 Britse gesneuvelden uit de Tweede Wereldoorlog. Zij kwamen op 29, 30 of 31 mei 1940 om het leven tijdens de gevechten tegen het oprukkende Duitse leger om de aftocht van het Britse Expeditieleger naar Duinkerke te dekken. Zes van hen konden niet meer geïdentificeerd worden. 
De Britse graven worden onderhouden door de Commonwealth War Graves Commission en zijn daar geregistreerd onder Wulpen Churchyard.